# 紐約州保守黨
紐約州保守黨（英語：Conservative Party of New York State）是1962年美國纽约州保守派因對共和黨紐約州委員會不滿而成立的政黨。該黨以試圖對共和黨施加保守派影響力的戰略而聞名。
1970年，詹姆斯·萊恩·巴克利以保守黨籍身份當選聯邦參議院議員，並服務一個任期。
自2010年以來，該黨在紐約州選票上列於第三欄，僅位居民主党及共和黨之後。2010年至2022年間歷次選舉，該黨均取得第三多選票。